# División de Honor Regional de Guipúzcoa
La División de Honor Regional de Guipúzcoa constituye el sexto nivel de competición de la Liga Española de Fútbol en la provincia de Guipúzcoa (País Vasco).

## Historia

### Antecedentes
En 1913, la Federación de Norte creó el Campeonato Regional Norte estando incluidos los equipos guipuzcoanos juntos con los Vizcaínos, Alaveses y cántabros, esta competición servía para elegir al representante de la región en el Campeonato de España.
En 1918, se creó la Federación Guipuzcoana de Fútbol que a la vez creó el Campeonato Regional de Guipúzcoa que como el campeonato regional Norte servía para elegir al representante en el Campeonato de España.
En 1934 la Federación Española llevó a cabo una importante reestructuración de los torneos nacionales, de modo que los campeonatos regionales fueron reemplazados por los superregionales, los equipos Guipuzcoanos, Vizcaínos y alaveses se volvieron a juntar para crear la Copa Vasca cuyo ganador iba al Campeonato de España.
En 1936, se dejó de disputar por la guerra civil.
En 1939, durante los últimos meses de la contienda bélica, la actividad futbolística fue retomada en algunas zonas controladas por el bando nacional, bajo el impulso de la Federación Española y las federaciones regionales valedero para la Copa del Generalísimo siendo la Temporada 1938/1939, el último campeonato se disputó en la de la temporada 1939/1940 al reorganizar las competiciones la Federación Española de Fútbol.

### Creación de la competición
En la temporada 1949/1950 se creó la primera temporada de esta competición entonces denominada Regional Preferente que mantuvo su denominación hasta la temporada 2007/2008. Desde la temporada 2008/2009 se denomina División de Honor Regional.

## Sistema de competición
El campeonato de Liga de División de Honor Regional lo componen 18 equipos en un solo grupo. Se disputa en una fase única: por puntos y a doble vuelta (34 jornadas), siendo de aplicación las disposiciones contenidas en el Reglamento General de la Federación Vasca de Fútbol. Asciende a Tercera Federación el primer clasificado que no tenga relación de dependencia o filialidad con otro de categoría superior. El siguiente jugará una liga a una vuelta con los equipos clasificados de Araba y Bizkaia. Las fechas serán el 2, 9 y 16 de junio del 2024. El Campeón de la Fase de Ascenso, obtendrá la 4ª plaza de Ascenso a Tercera División. El mejor clasificado de la Fase que no obtenga el ascenso, participará en la siguiente temporada en la Copa del Rey, siempre que la RFEF, así lo determine. Descienden a Regional Preferente los 4 últimos clasificados. Perderán igualmente la categoría, aunque no ocupen aquellos puestos, los inmediatamente anteriores en la clasificación final que fuera menester, en virtud de los descensos que eventualmente se produzcan de equipos pertenecientes a la federación guipuzcoana, de las divisiones superiores, siempre que dicha circunstancia suponga un exceso de clubes en la meritada categoría, teniendo en cuenta que División de Honor Regional para la temporada 2024/25 deberá de ser de 18 equipos.

## Temporada 2024/25

#### Equipos
| Equipo                   | Localidad     | Estadio         |
| ------------------------ | ------------- | --------------- |
| Aloña Mendi KE           | Oñate         | Azkoagain       |
| Añorga KKE               | San Sebastián | Zementos Rezola |
| Bergara KE               | Vergara       | Agorrosin       |
| Beti Gazte KJKE          | Lesaca        | Mastegi         |
| CD Anaitasuna            | Azcoitia      | Txerloia        |
| CD Elgoibar              | Elgóibar      | Mintxeta        |
| CD Hernani               | Hernani       | Zubipe          |
| CD Vasconia              | San Sebastián | Puio            |
| Mondragón CF             | Mondragón     | Mojategi        |
| CF Motrico               | Motrico       | San Miguel      |
| Oiartzun KE              | Oyarzun       | Karla Lekuona   |
| Real Unión Club "B"      | Irún          | Gal             |
| SD Beasáin "B"           | Beasáin       | Loinaz          |
| Tolosa C.F               | Tolosa        | Berazubi        |
| Urola KE                 | Zumárraga     | Argixao         |
| Universidad de Deusto FC | San Sebastián | Zubieta Z4      |
| Zarautz KE               | Zarauz        | Asti            |
| Zumaiako FT              | Zumaya        | Aita Mari       |

## Historial
| Temporada | Campeón             | Ascenso                                   | Descenso                                                               |
| --------- | ------------------- | ----------------------------------------- | ---------------------------------------------------------------------- |
| 1999-00   | Real Union Club B   | Real Union Club B                         | CD Roteta, Orioko FT, SCRD Beti Gazte y CD Touring                     |
| 2000-01   | Anaitasuna FT       | Anaitasuna FT y Zestoa KB                 | CD Intxaurrondo, CD Hernani, Zumaiako FT y CF Segura                   |
| 2001-02   | CD Lagun Onak       | CD Lagun Onak                             | Irun CF 1902, CF Motrico, Beti Ona KE y Urola KE                       |
| 2002-03   | Pasaia KE           | Pasaia KE                                 | Gure Txokoa FT, Astigarragako Mundarro KE y Oiartzun KE                |
| 2003-04   | CD Elgoibar         | CD Elgoibar y Berio FT                    | Amaikak Bat FT, Santo Tomas Lizeoa KE y CD Hernani                     |
| 2004-05   | Tolosa CF           | Tolosa CF y UPV                           | Oiartzun KE, Bergara KE y Urola KE                                     |
| 2005-06   | Real Unión Club B   | Real Unión Club B                         | Allerru KE, SCRD Beti Gazte, Orioko FT y Irun CF 1902                  |
| 2006-07   | Zarautz KE          | Zarautz KE                                | CD Pasajes, CF Motrico, Martutene KE y Urola KE                        |
| 2007-08   | Ordizia KE          | Ordizia KE                                | CD Touring, Zestoa KB y Eibartarrak FT                                 |
| 2008-09   | Aretxabaleta KE     | Aretxabaleta KE                           | Amaikak Bat FT, Zumaiako FT, Anaitasuna FT y Astigarragako Mundarro KE |
| 2009-10   | Zarautz KE          | Zarautz KE                                | SCRD Beti Gazte, SD Euskalduna y UPV-Vasconia                          |
| 2010-11   | CD Hernani          | CD Hernani                                | Zumaiako FT, Idiazabal KE y Ordizia KE                                 |
| 2011-12   | Anaitasuna FT       | Anaitasuna FT y CD Pasajes                | CD Elgoibar B, CD Behovia y CD Roteta                                  |
| 2012-13   | Oiartzun KE         | Oiartzun KE                               | Mondragón CF, Urola KE y CD Trintxerpe                                 |
| 2013-14   | Berio FT            | Berio FT                                  | CD Vasconia, CD Lagun Onak B y Getariako Keta FT                       |
| 2014-15   | CD Aurrera Ondarroa | CD Aurrera Ondarroa y Aretxabaleta KE Uda | Bergara KE, Usúrbil FT y Antzuola KE                                   |
| 2015-16   | Tolosa CF           | Anaitasuna FT                             | Getariako Keta FT, Ordizia KE y Orio'ko FT                             |
| 2016-17   | Anaitasuna FT       | CD Hernani                                | CD Elgoibar, Aloña Mendi KE, Ostadar SKT, Martutene KE                 |
| 2017-18   | Pasaia KE           | Ordizia KE                                | Urola KE, CD Vasconia, Touring KE                                      |
| 2018-19   | SD Eibar "B"        | Tolosa CF                                 | Allerru KJKE, Deusto Donostia FT, Hondarribia FE                       |
| 2019-20   | CD Anaitasuna       | CD Anaitasuna                             | Sin descensos                                                          |
| 2020-21   | SD Eibar "B"        | Beti Gazte KJKE                           | Sin descensos                                                          |
| 2021-22   | Touring KE          | Touring KE                                | Real Unión Club B, Ordizia KE, SD Euskalduna, Allerru KE               |
| 2022-23   | SD Eibar "B"        | Añorga KKE                                | CD Vasconia, Aloña Mendi K.E., Mondragón C.F                           |
| 2023-24   | SD Eibar "B"        | SD Eibar "B" y UD Aretxabaleta            | Amaikak Bat KE, CD Lagun Onak B, Ordizia KE                            |

## Palmarés
| Club                | Títulos | Años de los Campeonatos |
| ------------------- | ------- | ----------------------- |
| CD Anaitasuna       | 4       | 2001, 2012, 2017, 2020  |
| SD Eibar "B"        | 4       | 2019, 2021, 2023, 2024  |
| Pasaia KE           | 2       | 2003, 2018              |
| Real Unión "B"      | 2       | 2000, 2006              |
| Tolosa CF           | 2       | 2005, 2016              |
| Zarautz KE          | 2       | 2007, 2010              |
| CD Lagun Onak       | 1       | 2002                    |
| CD Elgóibar         | 1       | 2004                    |
| Ordizia KE          | 1       | 2008                    |
| UD Aretxabaleta     | 1       | 2009                    |
| CD Hernani          | 1       | 2011                    |
| Oiartzun KE         | 1       | 2013                    |
| Berio FT            | 1       | 2014                    |
| CD Aurrera Ondárroa | 1       | 2015                    |
| Touring KE          | 1       | 2022                    |

## Otras divisiones
| 1ª | Primera División de España              |
| 2ª | Segunda División de España              |
| 3ª | Primera División RFEF                   |
| 4ª | Segunda División RFEF                   |
| 5ª | Tercera División RFEF                   |
| 6ª | División de Honor Regional de Guipúzcoa |
| 7ª | Regional Preferente de Guipúzcoa        |
| 8ª | Primera Regional de Guipúzcoa           |